# Гедгаудас, Андрюс
Андрюс Гедгаудас (лит. Andrius Gedgaudas; 18 сентября 1978, Каунас, Литовская ССР, СССР) — литовский футболист, полузащитник.

## Биография

### Клубная карьера
Первым профессиональным клубом был «Атлантас». Позже играл за польский «Видзев». После чего вернулся на родину, где играл за «Атлантас». С 2001 года по 2002 год играл в донецком «Металлурге».
В 2003 году перешёл в «Каунас». По итогам чемпионата Литвы 2004 «Каунас» стал чемпионом. Гедгаудаса признали лучшим игроком турнира, он набрал в голосовании Литовской футбольной федерации 229 очка, и опередил Повиласа Лукшиса и партнёра по команде Мантаса Савенаса. Затем играл в клубах: «Томь», «Атлантас», «Интер» (Баку). В сезоне 2008/09 играл за немецкий клуб «Райн-ам-Лех».
Играет в сезоне 2013 за FK Klaipedos Granitas, клуб 1-й лиги Литвы.

### Карьера в сборной
Выступал за юношескую сборную Литвы до 19 лет и молодёжную сборную до 21 года. В сборной Литвы играл с 2003 года по 2007 год, провёл 12 матчей и забил 1 гол за сборную.

## Достижения

### Командные
- Чемпион Литвы (1): 2004
- Серебряный призёр чемпионата Азербайджана (1): 2009/10
- Финалист Кубка Азербайджана (1): 2008/09

### Личные
- Лучший игрок чемпионата Литвы (1): 2004